# Latin Jazz

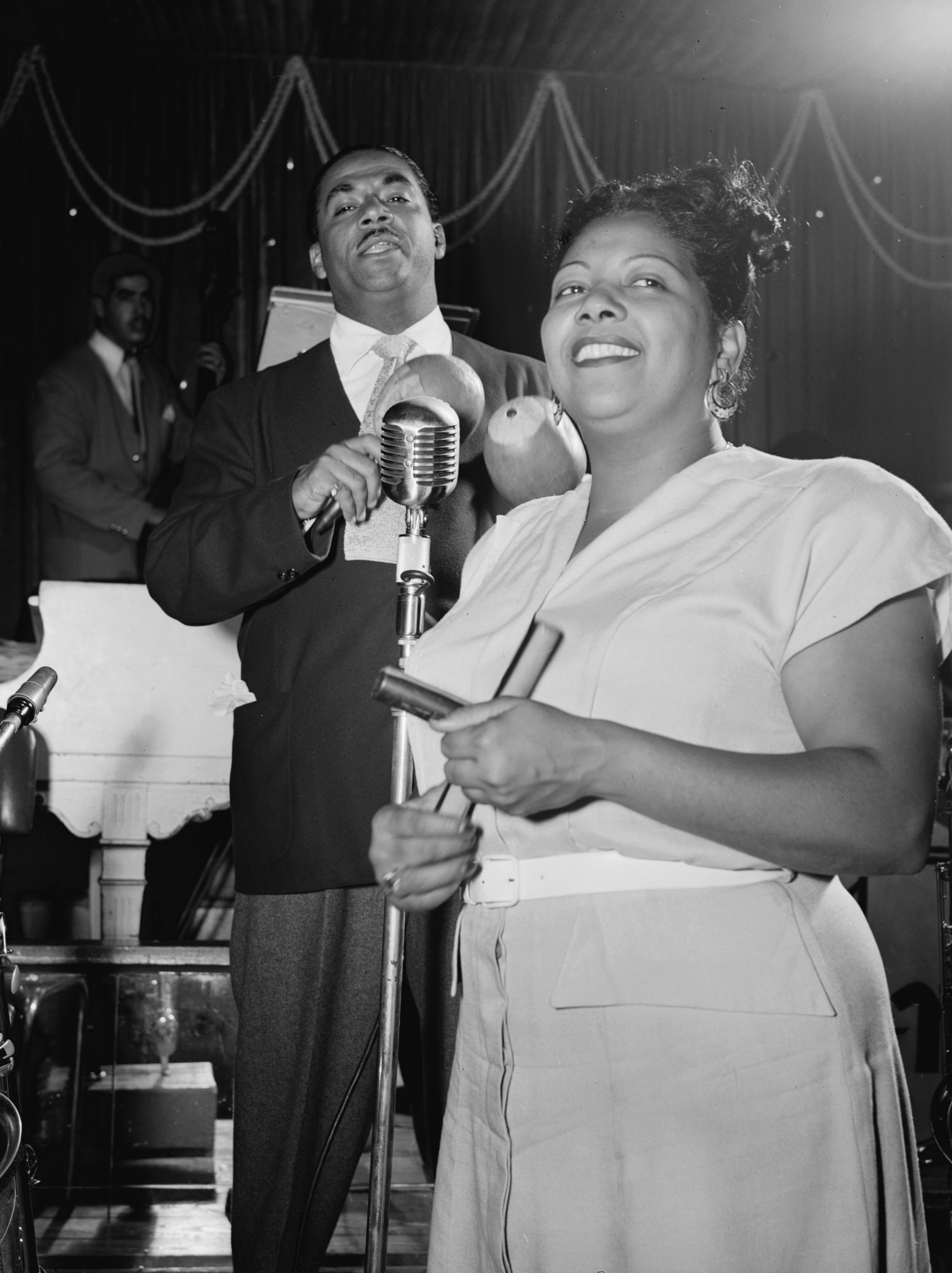
Machito mit Maracas, Graciela Grillo mit Claves im Glen Island Casino, New York, 1947. Foto: William P. Gottlieb

Latin Jazz ist eine Spielart des modernen Jazz, die sich vor allem durch die Übernahme von Rhythmen und teilweise auch Kompositionen aus dem Repertoire der lateinamerikanischen Musik auszeichnet. Im engeren Sinne handelt es sich vorwiegend um einen Crossover zwischen Elementen des Jazz und verschiedenen Stilen aus der Karibik, wobei wiederum der Musik Kubas eine Schlüsselstellung eingeräumt wird (Afro-Cuban Jazz). Im weiteren Sinne schließt der Begriff auch Einflüsse aus der brasilianischen Popularmusik mit ein.

## Geschichte
Der Afro-Cuban Jazz hat sich seit den 1940er Jahren entwickelt und zeichnet sich durch die Einbeziehung von melodischen und vor allem rhythmischen Elementen aus der afro-kubanischen Musik in den Swing und den Modern Jazz aus. Als eine frühe Form des Latin Jazz gilt Cubop, eine Mixtur aus afro-kubanischen Rhythmen und Bebop. Der Stil wurde in den vierziger Jahren entwickelt, vor allem durch die Zusammenarbeit von Dizzy Gillespie und Mario Bauzá und durch Chico O’Farrill.
Die afro-kubanischen Rhythmen werden mit einem großen Arsenal an Perkussionsinstrumenten gespielt – von den Congatrommeln über die Güiros bis hin zu den Claves. Für die Fusion mit dem Jazz waren Perkussionisten wie Chano Pozo elementar, die vor allem in New York tätig waren. Erwähnenswert sind aber auch die Aufnahmen, die Stan Kenton mit der Rhythmusgruppe von Machito einspielte. Der volkstümliche Charakter der afrokubanischen Musik hat sich auch in Melodien des Afro-Cuban Jazz niedergeschlagen.
Zu Anfang der 1960er Jahre trat bei den US-amerikanischen Jazzmusikern an die Stelle des Interesses am Afro Cuban Jazz eine vermehrte Aufmerksamkeit an der brasilianischen Samba und der Bossa Nova, die sich in Verkaufserfolgen wie Jazz Samba, Getz/Gilberto und The Girl from Ipanema niederschlugen. Musiker aus der Karibik erhielten aber das Interesse an einer Verschmelzung von karibischer und Jazzmusik weiter aufrecht.
Jazzbezogene Spielarten der Salsamusik werden in der Descarga von Gruppen wie den Fania All Stars, den Tico All Stars oder den Cesta All Stars mit ihren Jazzsoli gepflegt.

## Abgrenzung des Begriffs

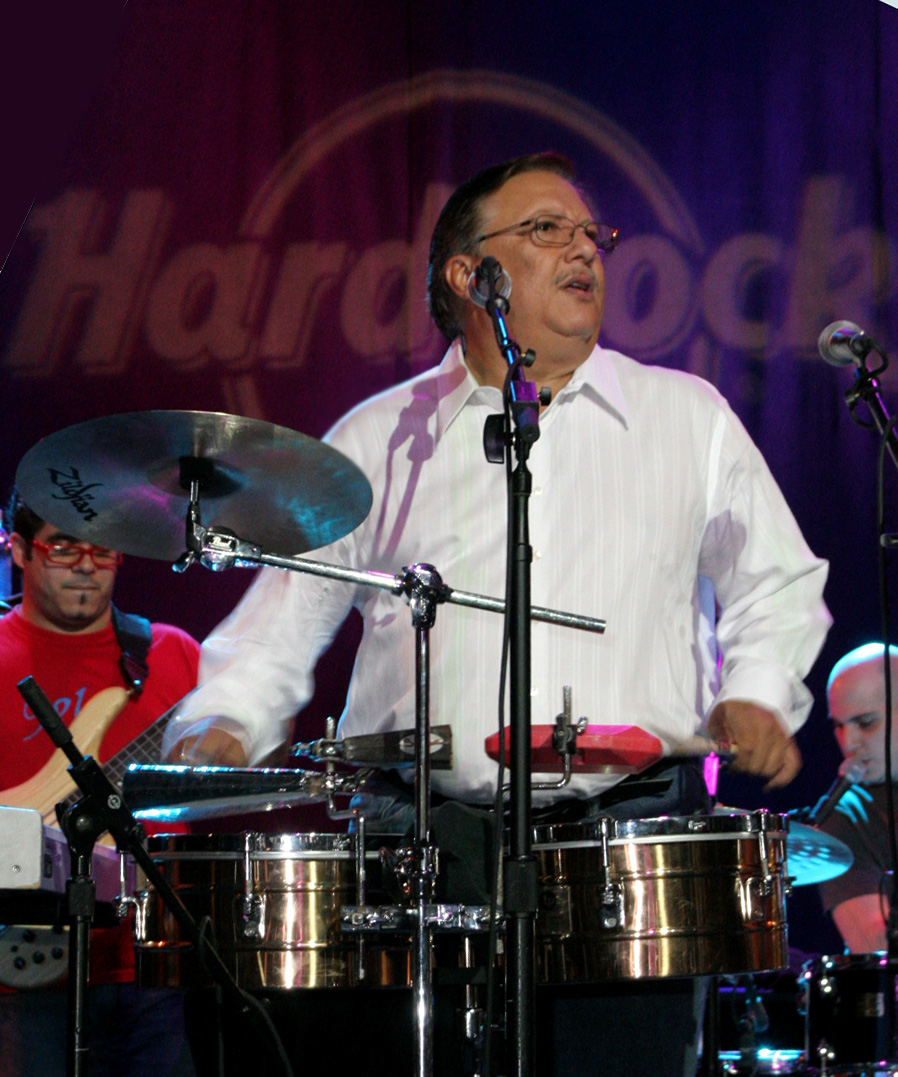
Arturo Sandoval an den Timbales (2010)

Mit dem Adjektiv Latin (aus Latin American) werden in den USA viele kulturelle Phänomene belegt, die in enger Beziehung zu Lateinamerika stehen. In den internationalen Sprachgebrauch übernommen wurden vor allem solche Bezeichnungen, die im Umfeld von Musik und Tanz bedeutsam sind.
Die in Bezug auf die afroamerikanischen Musikstile gängige Terminologie erweist sich, bedingt zum Beispiel durch sprachliche Gegensätze sowie kulturelle und teils politische Vorbehalte, als nicht immer sinnvoll und hilfreich. Unter anderem tendiert sie dazu, die grundsätzliche enge Verwandtschaft der hauptsächlichen Strömungen (Jazz und Blues aus den USA, die kubanisch-karibische und die brasilianische Musik) und deren ununterbrochene, gegenseitige Beeinflussung zu verschleiern und nicht zu verdeutlichen.
Als ein bestimmender Faktor in der Geschichte des Latin Jazz erwies sich, dass lateinamerikanischen Länder, die über einen geringen schwarzen Bevölkerungsanteil verfügen, keinen oder nur einen schwachen Anteil an der Entwicklung der Musik hatten.
So hat die Musik Mexikos trotz der unmittelbaren Nachbarschaft zu den USA nur wenig Widerhall im Jazz gefunden. Selbst eine Aufnahme wie Charles Mingus’ Tijuana Moods (1957), die im Titel den Namen der mexikanischen Grenzstadt trägt, spiegelt im hörbaren Ergebnis vor allem spanische und karibische Musik wider. Allerdings haben einige ursprünglich mexikanische Boleros auf dem Umweg über die kubanische Musik ihren Weg ins Jazz-Repertoire gefunden, ein bekanntes Beispiel ist Bésame mucho von Consuelo Velázquez.
Auch die reiche musikalische Tradition Argentiniens und Uruguays wurde vom Jazz lange Zeit kaum beachtet. Eine Ausnahme bildete das Schaffen von Gato Barbieri, vor allem in den 1970er Jahren. Seit etwa 1990 hat sich hier jedoch ein bemerkenswerter Wandel ergeben, der ursprünglich vor allem auf die Beliebtheit der Kompositionen Astor Piazzollas und des Tango Nuevo zurückzuführen ist. Ob dieser relativ moderne „Tango-Jazz“ auf lange Sicht dem umfassenderen Genre Latin Jazz zugerechnet werden wird, ist gegenwärtig aber noch nicht abzusehen.

## Wichtige Musiker, Komponisten und Bands
USA
- Dizzy Gillespie
- Stan Kenton
- Stan Getz
- Chick Corea
- Eddie Palmieri
- Jane Bunnett
- Kip Hanrahan
- Danilo Pérez
- Miguel Zenon
- Caribbean Jazz Project um Dave Samuels, Steve Khan und Dave Valentin

Kubanisch-karibischer Stil
- Arturo O’Farrill
- Tito Puente
- Gonzalo Rubalcaba
- Arsenio Rodríguez
- Chano Pozo
- Ray Barretto
- Paquito D’Rivera
- Arturo Sandoval
- Chucho Valdés
- Irakere
- Omar Sosa
- Michel Camilo

Brasilianischer Stil
- Eumir Deodato
- Airto Moreira
- Hermeto Pascoal
- Antônio Carlos Jobim
- Flora Purim
- Sérgio Mendes
- Claudio Roditi
- Raul de Souza

Europäischer Stil
- Nueva Manteca
- Sebastian Schunke
- Sade Adu